# Marschall von Polen

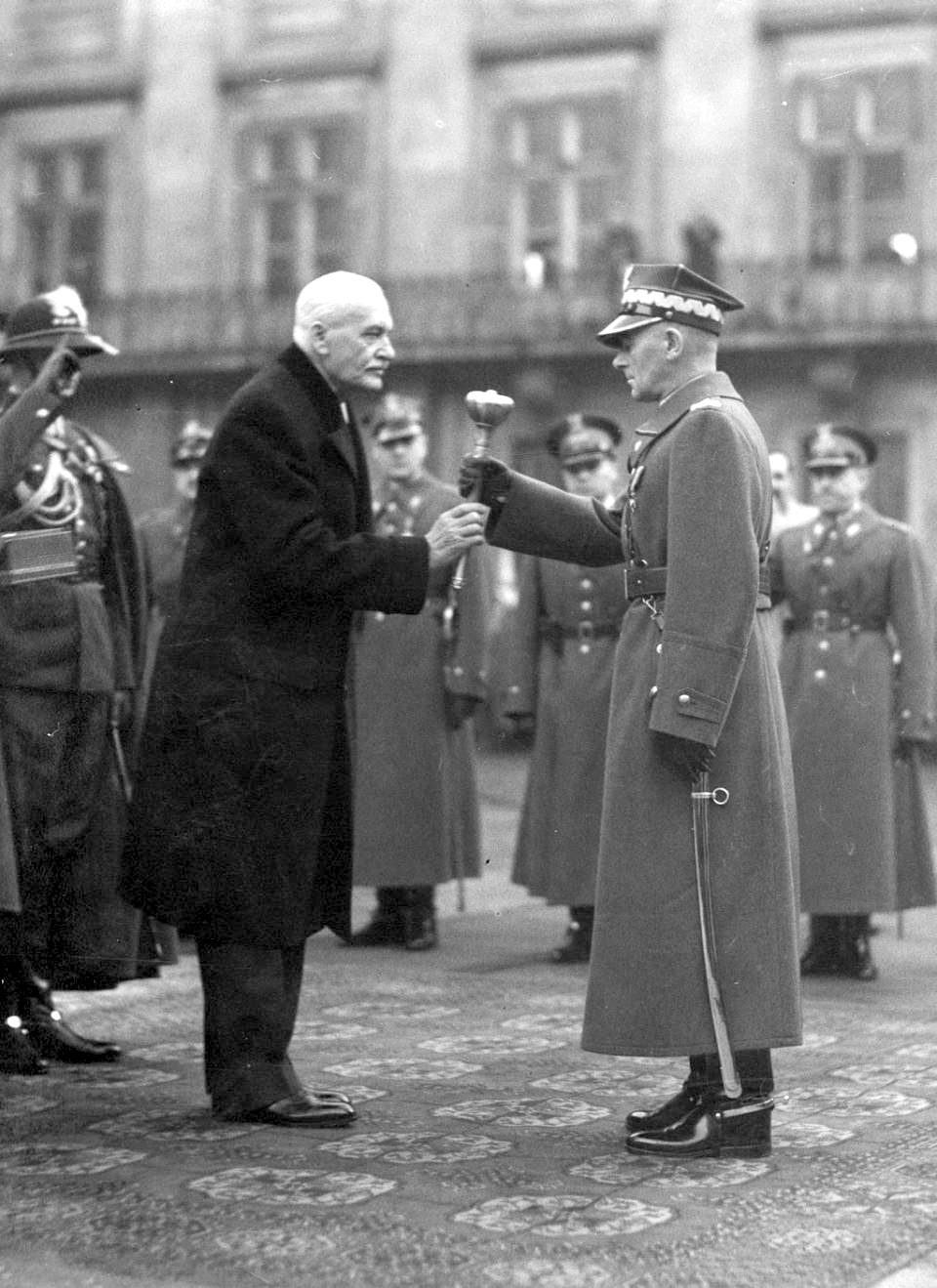
Rydz-Śmigły erhält das Berło (Streitkolben) vom polnischen Präsidenten Ignacy Mościcki (1936)

Marschall von Polen (polnisch Marszałek Polski) ist der höchste militärische Dienstgrad der polnischen Streitkräfte, zu dem lediglich sechs Offiziere ernannt wurden. Heutzutage ist der Grad mit dem Feldmarschall oder General (OF-10) in anderen NATO-Armeen gleichzusetzen.
| Dienstgrad                         |                             |               |
| niedriger: General (poln. Generał) | Marschall (poln. Marszałek) | höher: keiner |

## Geschichte
Heutzutage leben keine Personen im Grad eines Marschalls von Polen mehr, da dieser Grad erst nach einem Kriegssieg eines Kommandeurs verliehen wurde. Es wurde jedoch der Generalsgrad eingeführt und an den früheren Stabschef der polnischen Streitkräfte Czesław Piątas vergeben.
Folgende Personen waren Marschälle von Polen:
| #  | Name                  | Datum der Ernennung | Anmerkungen                                                             |
| -- | --------------------- | ------------------- | ----------------------------------------------------------------------- |
| 1. | Józef Piłsudski       | 19. März 1920       |                                                                         |
| 2. | Ferdinand Foch        | 13. April 1923      | ehrenhalber, auch Marschall von Frankreich und Britischer Feldmarschall |
| 3. | Edward Rydz-Śmigły    | 10. November 1936   |                                                                         |
| 4. | Michał Rola-Żymierski | 3. Mai 1945         |                                                                         |
| 5. | Konstanty Rokossowski | 5. November 1949    | auch Marschall der Sowjetunion                                          |
| 6. | Marian Spychalski     | 7. Oktober 1963     |                                                                         |

Der Staatsratsvorsitzende Wojciech Jaruzelski lehnte eine Ernennung zum Marschall von Polen ab.